# Gliricola porcelli
Gliricola porcelli är en insektsart som först beskrevs av Franz Paula von Schrank 1781.  Gliricola porcelli ingår i släktet Gliricola och familjen sydlöss. Inga underarter finns listade i Catalogue of Life.